# Sleepaway Camp (serie di film)

La sagoma di Angela Baker, la serial killer di Sleepaway Camp (idem, 1983)

Sleepaway Camp è una serie cinematografica horror creata da Robert Hiltzik nel 1983. La serie ha come protagonista la serial killer fittizia Angela Baker.
Il film originale fu concepito da Robert Hiltzik, poi la saga è proseguita grazie ad altri registi che hanno mantenuto gli stessi meccanismi narrativi presenti nel primo film. Sono stati realizzati tre sequel ed altri due sequel della serie sono ancora in produzione. Tutti i film appartengono al genere splatter e slasher.
La serie non è mai stata distribuita in Italia, né al cinema né per l'home video.

## La serie
- Sleepaway Camp (1983), regia di Robert Hiltzik
- Sleepaway Camp II: Unhappy Campers (1988), regia di Michael A. Simpson
- Sleepaway Camp III: Teenage Wasteland (1989), regia di Michael A. Simpson
- Return to Sleepaway Camp (2008), regia di Robert Hiltzik

## Personaggi
- Peter Baker / Angela Baker - L'antagonista principale dei primi tre film. È una psicopatica e vendicativa serial killer transessuale che uccide tutti i ragazzi con scarsa moralità. Prima di diventare donna il suo vero nome era Peter Baker. Nel quarto e quinto film viene solo menzionata.
- Angela Baker - L'antagonista principale del quarto film. È la vera e unica Angela Baker, e sorella gemella di Peter. Appare nel primo e nel quarto film.
- Ronnie Angelo - È un consulente gentile, comprensivo, sensibile e di buon cuore del campeggio, apparso nel primo film. È il primo a scoprire il segreto di Angela. Compare anche nel quarto film, assieme con Ricky.
- Richard "Ricky" Thomas - Il protagonista del primo film. Cugino di Angela e Peter, è una delle poche persone a conoscere il segreto della killer. Appare anche nel quarto film, assieme con Ronnie.
- Judy - L'antagonista secondaria del primo film. È una ragazza scortese, meschina, spregevole, presuntuosa, arrogante e piena di sé che, nel primo film, schernisce Angela. Verrà uccisa proprio da quest'ultima.
- Martha Thomas - Madre di Ricky e zia di Angela. È a causa sua se Angela è divenuta una serial killer.
- Molly Nagle - La protagonista e final girl del secondo film.
- Marcia Holland - La protagonista e final girl del terzo film.
- Alan - Il protagonista del quarto film. Viene accusato di aver ucciso gli altri suoi compagni di campeggio. In realtà ad ucciderli è stata Angela.